# 天主教显圣容堂 (曼哈顿)
天主教显圣容堂（Church of the Transfiguration）是纽约市的一座天主教本堂区圣堂，位于曼哈顿华埠的勿街（Mott Street）25号，属于天主教纽约总教区，由玛利诺外方传教会管理，是纽约市最古老的天主堂建筑。 
这座教堂兴建于1801年，乔治式建筑，最初属于锡安英语路德会，后来改宗美国圣公会，名为圣公会锡安堂（Zion Protestant Episcopal Church）。1815年大火后重建。
19世纪40年代，许多欧洲新移民，尤其是贫穷的爱尔兰天主教徒来到该堂区范围Five Points，而早期的新教居民移居到城北。1853年，圣公会将此堂出售给1827年成立的天主教移民教堂，服务于贫穷的爱尔兰天主教徒。后来服务于意大利人以及华人移民。  
该堂是下东城四座石砌教堂之一。
1996年，该堂列为纽约市地标，1980年列入国家史迹名录。
今天，该堂是一个华人天主教堂区，信徒几乎全部是华人。主日弥撒使用英语、粤语和中華民國國語。拥有在华传教传统的玛利诺外方传教会神父管理该堂。